# Topsentia oxyspicula
Topsentia oxyspicula är en svampdjursart som först beskrevs av Dickinson 1945.  Topsentia oxyspicula ingår i släktet Topsentia och familjen Halichondriidae.
Artens utbredningsområde är Californiaviken. Inga underarter finns listade i Catalogue of Life.